# Семейные ограничения
«Семейные ограничения» (англ. «Family Limitation») — шестой эпизод первого сезона телесериала канала HBO «Подпольная империя», премьера которого состоялась 24 октября 2010 года. Сценарий написал супервайзовый продюсер[что?] Говард Кордер, а режиссёром стал исполнительный продюсер Тим Ван Паттен.

## Сюжет
Два брата Д'Алессио грабят доставщика Наки на променаде средь бела дня. Наки подозревает, что за этим стоит Лучано.
Маргарет Шрёдер просит у миссис Макгэрри в Женской лиги трезвости совета по поводу "финансового, бытового, сексуального" предложения, которое она получила от мужчины (Наки). Макгэрри советует ей делать как она считает нужным и даёт ей копию памфлета Маргарет Сэнгер, «Семейные ограничения».
Лаки, который спит с Джиллиан, доверяет ей свою проблему импотенции. Ротштейн сообщает ему, что Джиллиан не жена Джимми, а скорее его мать.
В Чикаго, Джимми говорит с Торрио о перемирии, которое он рассматривает с Шериданом. Он говорит ему, что если они заключает перемирие, они будут выглядеть слабыми. Во время встречи с Шериданом и его людьми, Джимми и Аль неожиданно стреляют по ним из ружей, которые были спрятаны в их пальто. Они убивают всех четырёх. Вернувшись в отель Джонни, Джимми получает похвалу от Торрио, что злит Аля. Аль публично высмеивает Джимми, который отвечает ему тем же. Аль позже идёт навестить Джимми в его комнату и сообщает ему, что его сын глухой и вежливо упоминает, что ему не понравилось, что Джимми насмехался над ним.
В Джерси, Маргарет дома с Наки, которые предлагает ей новый дом и обещает обеспечивать её. Она соглашается и уходит из своего дома. Она позже бросает свою работу в «La Belle Femme» после скандала с Люси. Но позже она понимает, что это вовсе не то, что она ожидала, после того, как Наки заступается за неё.
Илай приводит Лаки, который говорит Наки, что он не знает о краже. Наки не верит ему и отсылает его.
Между тем, Ван Алден обнаруживает изображение 16-летней Маргарет в её иммиграционных документах. Затем он выполняет самоуничижение своим поясом.

## Реакция

### Реакция критиков
IGN дал эпизоду оценку 8.5, наслаждаясь отношениями между Алем и Джимми: "Нужно также отметить отношения между Алем и Джимми, когда они поднимаются вверх в ряды преступной семьи Торрио."
The A.V. Club дал эпизоду оценку B+.

### Рейтинги
Эпизод в целом посмотрели 2.812 миллионов зрителей.